# Joel Otto

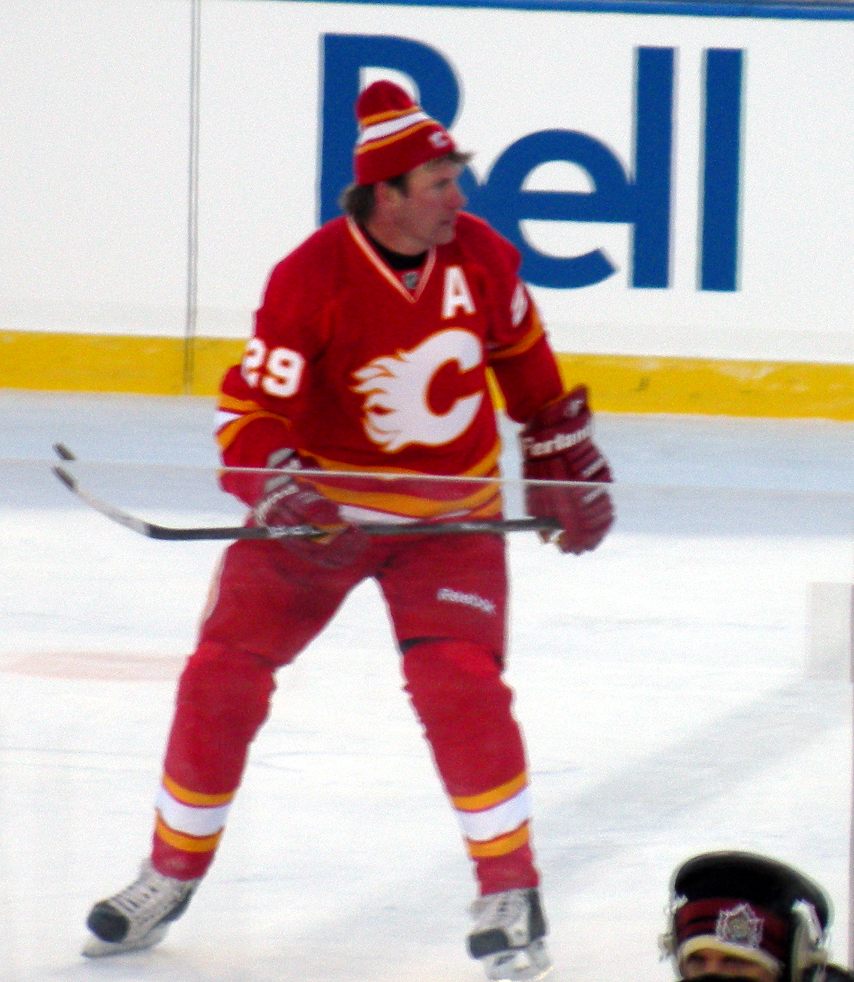
Joel Otto i alumnimatchen mellan Calgary Flames och Montreal Canadiens under 2011 års Heritage Classic.

Joel Stuart Otto, född 29 oktober 1961 i Elk River, Minnesota, är en amerikansk före detta professionell ishockeyspelare som spelade i NHL från 1984 till 1998 för Calgary Flames och Philadelphia Flyers. Han vann Stanley Cup med Calgary Flames 1989.
Från och med säsongen 2006–07 har han arbetat som assisterande tränare för Calgary Hitmen i WHL.

## Collegehockey
Joel Otto spelade collegehockey för Bemidji State Beavers i Northern Collegiate Hockey Association mellan 1981 och 1984. Han gjorde totalt 84 mål och 104 assist för 188 poäng på 99 matcher för laget. 1984 var han en av finalisterna till Hobey Baker Award.

## NHL
Otto skrev på som free agent för Calgary Flames 11 september 1984 och började säsongen 1984–85 med deras farmarlag Moncton Golden Flames i AHL. Han gjorde 27 mål och 36 assist för totalt 63 poäng på 56 matcher i AHL innan han kallades upp till NHL. På de 17 matcher Otto hann spela för Calgary Flames säsongen 1984–85 gjorde han 4 mål och 8 assist och visade att han var i NHL för att stanna. I slutspelet gjorde Otto 2 mål och 1 assist på 3 matcher men Calgary åkte ut i första rundan mot Winnipeg Jets med 1-3 i matcher.
Otto visade sig vara en viktig pusselbit i Calgary Flames lagbygge. Sin andra säsong i laget, 1985–86, gjorde han 25 mål och 34 assist för totalt 59 poäng i grundserien, tillsammans med 188 utvisningsminuter. I slutspelet tog sig Flames för första gången till Stanley Cup-final efter att ha slagit ut Winnipeg Jets, Edmonton Oilers och St. Louis Blues. I finalen förlorade Calgary mot Montreal Canadiens med 4-1 i matcher. Otto gjorde 5 mål och 10 assist på 22 matcher.
Otto fortsatte att vara en viktig kugge i Flames och gjorde 50 och 52 poäng säsongerna 1986–87 och 1987–88. Säsongen 1988–89 gjorde han 23 mål och 30 assist för 53 poäng i grundserien, tillsammans med 213 utvisningsminuter. Calgary hade ett starkt lag med spelare som Mike Vernon, Al MacInnis, Gary Suter, Brad McCrimmon, Joe Mullen, Doug Gilmour, Håkan Loob, Joe Nieuwendyk, Gary Roberts, Theoren Fleury och Lanny McDonald och vann Presidents' Trophy som grundseriens bästa lag, två poäng före Montreal Canadiens.
I slutspelet 1989 mötte Calgary Vancouver Canucks i första rundan i en dramatisk matchserie. Joel Ottos mål på övertid i den sjunde och avgörande matchen avgjorde till Calgarys fördel. I andra rundan vann Calgary med 4-0 i matcher mot Los Angeles Kings och i tredje rundan besegrades Chicago Blackhawks med 4-1 i matcher. I finalen stötte Flames åter på Montreal Canadiens, och sökte revansch efter finalförlusten 1986. Montreal ledde med 2-1 i matcher men Calgary vann de tre sista matcherna och hela matchserien med 4-2. Joel Otto gjorde totalt 6 mål och 13 assist för 19 poäng på 22 matcher.
Otto spelade i Calgary Flames till och med säsongen 1994–95. 31 juli 1995 skrev han på som free agent för Philadelphia Flyers. Otto spelade tre säsonger i Flyers till och med säsongen 1997–98. Flyers hade ett starkt lag med Eric Lindros i spetsen och nådde final i Stanley Cup 1997, Ottos tredje final. I finalen var Detroit Red Wings alltför svåra och Flyers förlorade i fyra raka matcher.
Då Otto lade skridskorna på hyllan 1998 hade han spelat 943 matcher i NHL och gjort 195 mål och 313 assist för totalt 508 poäng. Han hade dessutom samlat på sig 1936 utvisningsminuter. I slutspelet hade han gjort 27 mål och 47 assist för 74 poäng på 122 matcher, tillsammans med 205 utvisningsminuter.

## Internationellt
Joel Otto representerade USA i ett flertal internationella turneringar. Han största framgång på den internationella hockeyscenen kom då han, som assisterande lagkapten, vann World Cup 1996 med USA. Han spelade dessutom i två VM, två Canada Cup och i OS 1998 i Nagano.

## Spelstil
Joel Otto var en stor och fysiskt spelande center. Han var något av en defensivspecialist och duktig som tekare. 1992–93 och 1994–95 var han finalist till Frank J. Selke Trophy som ligans bäste defensive forward. I Calgary Flames matcher mot Alberta-rivalen Edmonton Oilers matchades Otto alltid flitigt mot Mark Messier för att neutralisera hans fysiska inverkan på spelet. 

## Statistik
HS-MN = Minnesota High School Boys Ice Hockey, NCHA = Northern Collegiate Hockey Association

### Klubbkarriär
| 1980–81     | Roseau Rams           | HS-MN       | 23  | 5   | 11  | 16  | 10   | —   | —  | —  | —  | —   |
| 1981–82     | Bemidji State Beavers | NCHA        | 31  | 19  | 33  | 52  | 24   | —   | —  | —  | —  | —   |
| 1982–83     | Bemidji State Beavers | NCHA        | 37  | 33  | 28  | 61  | 68   | —   | —  | —  | —  | —   |
| 1983–84     | Bemidji State Beavers | NCHA        | 31  | 32  | 43  | 75  | 32   | —   | —  | —  | —  | —   |
| 1984–85     | Moncton Golden Flames | AHL         | 56  | 27  | 36  | 63  | 89   | —   | —  | —  | —  | —   |
| 1984–85     | Calgary Flames        | NHL         | 17  | 4   | 8   | 12  | 30   | 3   | 2  | 1  | 3  | 10  |
| 1985–86     | Calgary Flames        | NHL         | 79  | 25  | 34  | 59  | 188  | 22  | 5  | 10 | 15 | 80  |
| 1986–87     | Calgary Flames        | NHL         | 68  | 19  | 31  | 50  | 185  | 2   | 0  | 2  | 2  | 6   |
| 1987–88     | Calgary Flames        | NHL         | 62  | 13  | 39  | 52  | 194  | 9   | 3  | 2  | 5  | 24  |
| 1988–89     | Calgary Flames        | NHL         | 72  | 23  | 30  | 53  | 213  | 22  | 6  | 13 | 19 | 46  |
| 1989–90     | Calgary Flames        | NHL         | 75  | 13  | 20  | 33  | 116  | 6   | 2  | 2  | 4  | 2   |
| 1990–91     | Calgary Flames        | NHL         | 76  | 19  | 20  | 39  | 185  | 7   | 1  | 2  | 3  | 8   |
| 1991–92     | Calgary Flames        | NHL         | 78  | 13  | 21  | 34  | 161  | —   | —  | —  | —  | —   |
| 1992–93     | Calgary Flames        | NHL         | 75  | 19  | 33  | 52  | 150  | 6   | 4  | 2  | 6  | 4   |
| 1993–94     | Calgary Flames        | NHL         | 81  | 11  | 12  | 23  | 92   | 3   | 0  | 1  | 1  | 4   |
| 1994–95     | Calgary Flames        | NHL         | 47  | 8   | 13  | 21  | 130  | 7   | 0  | 3  | 3  | 2   |
| 1995–96     | Philadelphia Flyers   | NHL         | 67  | 12  | 29  | 41  | 115  | 12  | 3  | 4  | 7  | 11  |
| 1996–97     | Philadelphia Flyers   | NHL         | 78  | 13  | 19  | 32  | 99   | 18  | 1  | 5  | 6  | 8   |
| 1997–98     | Philadelphia Flyers   | NHL         | 68  | 3   | 4   | 7   | 78   | 5   | 0  | 0  | 0  | 0   |
| NHL totalt  | NHL totalt            | NHL totalt  | 943 | 195 | 313 | 508 | 1936 | 122 | 27 | 47 | 74 | 205 |
| NCHA totalt | NCHA totalt           | NCHA totalt | 99  | 84  | 104 | 188 | 124  | —   | —  | —  | —  | —   |

### Internationellt
| År            | Lag           | Turnering     |    | Matcher | Mål | Assist | Poäng | Utv |
| ------------- | ------------- | ------------- | -- | ------- | --- | ------ | ----- | --- |
| 1985          | USA           | VM            | 10 | 2       | 1   | 3      | 8     |     |
| 1987          | USA           | CC            | 5  | 0       | 2   | 2      | 4     |     |
| 1990          | USA           | VM            | 9  | 2       | 4   | 6      | 2     |     |
| 1991          | USA           | CC            | 8  | 4       | 0   | 4      | 2     |     |
| 1996          | USA           | WC            | 7  | 1       | 2   | 3      | 6     |     |
| 1998          | USA           | OS            | 4  | 0       | 0   | 0      | 0     |     |
| Senior totalt | Senior totalt | Senior totalt | 43 | 9       | 9   | 18     | 22    |     |